# John Lesher
John Lesher (Pittsburgh, 12 maggio 1966) è un produttore cinematografico statunitense vincitore del Premio Oscar al miglior film per Birdman.

## Biografia
John Lesher è nato il 12 maggio 1966 a Pittsburgh, in Pennsylvania. Si è laureato presso l'Università di Harvard e in seguito ha iniziato a lavorare per l'agenzia Bauer-Benedek. Successivamente, si è trasferito alla Endeavour, dove tra i suoi clienti vi erano Martin Scorsese, Paul Thomas Anderson, Alejandro González Iñárritu e Judd Apatow. Nel 2005, è stato nominato capo della casa di produzione Paramount Vantage. La società ha prodotto numerosi film, tra cui Babel, Non è un paese per vecchi e Il petroliere. Il successo di questi film ha portato, nel 2008, alla sua nomina come presidente della Paramount Pictures. Lesher è stato licenziato dalla carica di presidente nell'estate del 2009. Successivamente, ha fondato la propria casa di produzione, Le Grisbi. Nel 2014, ha prodotto il film Birdman di Alejandro González Iñárritu, il quale gli ha fatto vincere il Premio Oscar al miglior film. Nello stesso anno, ha prodotto Fury di David Ayer con Brad Pitt. Nel 2023, ha prodotto Ferrari di Michael Mann con Adam Driver e Penélope Cruz, presentato alla 80ª Mostra internazionale d'arte cinematografica di Venezia. 

## Filmografia

### Cinema
- End of Watch - Tolleranza zero (End of Watch), regia di David Ayer (2012)
- Blood Ties - La legge del sangue (Blood Ties), regia di Guillaume Canet (2013)
- Birdman, regia di Alejandro González Iñárritu (2014)
- Fury, regia di David Ayer (2014)
- Mississippi Grind, regia di Anna Boden (2015)
- Mediterranea, regia di Jonas Carpignano (2015)
- Black Mass - L'ultimo gangster (Black Mass), regia di Scott Cooper (2015)
- Hostiles - Ostili (Hostiles), regia di Scott Cooper (2017)
- Cocaine - La vera storia di White Boy Rick (White Boy Rick), regia di Yann Demange (2018)
- Beach Bum - Una vita in fumo (The Beach Bum), regia di Harmony Korine (2019)
- Mona Lisa and the Blood Moon, regia di Ana Lily Amirpour (2021)
- The Pale Blue Eye - I delitti di West Point (The Pale Blue Eye), regia di Scott Cooper (2022)
- Ferrari, regia di Michael Mann (2023)

### Televisione
- The Premise - Questioni morali (The Premise) - serie TV, 5 episodi (2021)
- Tokyo Vice - serie TV, 18 episodi (2022-2024)

## Riconoscimenti
- Premio Oscar
  - 2015 - Miglior film per Birdman[15]
- BAFTA
  - 2015 - Candidatura al miglior film per Birdman[18]